# Art Deco (песня)
«Art Deco» (с англ. — «Ар-Деко») — песня американской певицы и автора песен Ланы Дель Рей с её четвёртого студийного альбома Honeymoon, выпущенного 18 сентября 2015 года. Авторами композиции являются сама певица и часто работающий с нею автор и продюсер Рик Ноуэлс. Продюсировал трек Киерон Мэнзиес. Песня была записана в 2015 году на студии звукозаписи The Green Building в Санта-Монике.
Лирически, в композиции описывается «королева клуба на городской сцене». Некоторые интернет-издания предполагали, что в песне говорится о певице и рэпере Азилии Бэнкс, но Дель Рей опровергла данный факт. Композиция записана в жанрах трэп-поп, трип-хоп и хип-хоп с элементами джаза. По словам Виллы Лукаса из AXS, песня содержит эстетику нуара, похожую на «Леди поёт блюз». Из инструментов песня включает синтезаторы, саксофон и ударные. Композиция «Art Deco» получила смешанные отзывы от музыкальных критиков, которые похвалили оригинальность песни, но критиковали текст.

## Создание и содержание

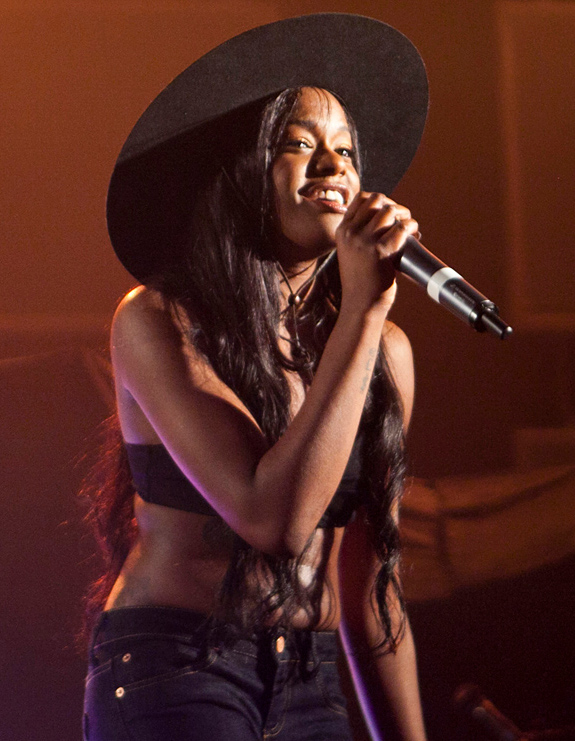
Некоторые интернет-издания предполагали, что в песне Дель Рей поёт о певице и рэпере Азилии Бэнкс

Композиция «Art Deco» длится четыре минуты и пятьдесят пять секунд. Песня содержит биты трэпа, названного «скелетным» Китти Эмпайр из The Guardian, а также «ленивым» Ниной Коркаран из Consequence of Sound. В журнале Billboard песню описали «демонстрирующей пыл Американской культуры 20-х годов». Журналист Ник Левин из Time Out отметил «немного джаза» в «Art Deco». По словам Виллы Лукаса из AXS, песня сочетает джазовое влияние и нуарную эстетику, воплощённую в Honeymoon, черпая вдохновение из предыдущих работ Дель Рей, таких как «Трэп-королева на стороне» в «High by the Beach», «Леди поёт блюз» из песен «Honeymoon» и «Terrence Loves You», а также «трип-хоп звучание» альбома Born to Die. Лукас отметил «гармоничную медленную трип-хоп игру на синтезаторах» в начале песни, партию на саксофоне и тяжелые ударные, звучащие на протяжении всей песни. История песни, по его мнению, говорила о «королеве праздничной сцены».
Мелисса Маерс из Entertainment Weekly назвала песню «пьянящей», добавив, что она «будто на грани хип-хопа». Харли Браун из журнала Spin сказал, что в «Art Deco» Дель Рей представляет наиболее манящий вокал, который был «только в её исполнении». По мнению таких интернет-изданий, как Billboard и Inquisitr, в песне «Art Deco» Дель Рей поёт об американской певице и рэпере Азилии Бэнкс, несмотря на очевидное сотрудничество между исполнительницами во время записи альбома Honeymoon. В интервью для журнала NME, Дель Рей опровергла слухи: «Я вообще не понимаю, откуда это взялось. Я даже не вижу никакой связи. На самом деле, эта композиция о группе тинейджеров, которые гуляют каждую ночь».

## Реакция критиков
Песня «Art Deco» получила в основном смешанные отзывы от музыкальных критиков. В издании Popjustice трек назвали «лучшей песней на альбоме, не синглом». Патрик Райан из газеты USA Today назвал песню «Art Deco» изюминкой альбома, отдельно похвалив риффы саксофона, которые по словам критика придают композиции «джазовое звучание». Лукас Вилла из AXS считает песню «декадентским гедонизмом», назвав композицию «сильной» и похвалив её различное влияние. Линдсей Золдадз из журнала Vulture похвалила строчку «Ты словно произведение ар-деко, распростёртое на полу», назвав её «наиболее существенной строчкой из всех у Дель Рей».
Эми Дэвидсон из Digital Spy похвалила песню сказав, что композиция придала «интересный аспект» персоне Дель Рей на альбоме Honeymoon. В смешанном отзыве на песню, Джессика Хоппер из Pitchfork назвала песню «изюминкой альбома, которая свёртывается во время звучания неосторожной фразы „Малышка, ты вся в стиле гетто“ в припеве», в целом сочтя её за «тональную неудачу». Точно так же, Майк Уосс из журнала Idolator назвал песню «лирически-сомнительной», похвалив трек за «ровный грув и скромный хор». Питер Табакис из издания Pretty Much Amazing дал песне отрицательную оценку, критикуя рифмы «Ты словно произведение ар-деко» и «Малышка, ты вся в стиле гетто». Сэм Мак из журнала Slant также дал композиции отрицательную оценку, назвав её «пустым ассигнованием» и «подражанием творчеству Гаги».

## Список композиций
| №  | Название   | Автор(ы)                  | Продюсер(ы)               | Длительность |
| -- | ---------- | ------------------------- | ------------------------- | ------------ |
| 1. | «Art Deco» | Лана Дель Рей, Рик Ноуэлс | Дель Рей, Ноуэлс, Мэнзиес | 4:55         |

## Участники записи
Данные взяты из буклета альбома Honeymoon.
- Лана Дель Рей — вокал, автор, продюсер
- Рик Ноуэлс — автор, продюсер, меллотрон, бас, синтезатор
- Киерон Мэнзис — продюсер, сведение, синтезатор, перкуссия
- Патрик Уоррен — оркестровка, фортепиано, синтезатор, струнные
- Тревор Ясуда — дополнительное программирование, проработка
- Крис Гарсия — дополнительное программирование, проработка
- Леон Майклс — саксофон, синтезатор Juno
- Дерек Аллен — перкуссия
- Трек записан и сведен на студии The Green Building, Санта-Моника, штат Калифорния, США
- Мастеринг произведен Адамом Аяном на студии Gateway Mastering, Портленд, штат Мэн, США